# Mordfall James Byrd junior
Als Mordfall James Byrd junior wird die brutale Ermordung des 49-jährigen Afroamerikaners James Byrd junior am 7. Juni 1998 in Jasper im US-Bundesstaat Texas  bezeichnet. Täter waren drei weiße Männer, von denen zumindest zwei Anhänger der Ideen der White Supremacy (Weiße Vorherrschaft) waren. Shawn Berry, Lawrence Russell Brewer und John King zogen Byrd über drei Meilen mit einem Pick-up über eine Asphaltstraße. Byrd, der während des größten Teils dieser Tortur bei Bewusstsein war, starb, nachdem sein Körper gegen die Kante eines Durchlasses prallte, wobei sein rechter Arm und sein Kopf abgetrennt wurden. Seine Mörder schleiften Byrds Leiche noch eine Meile weiter, bevor sie den Torso vor einem afroamerikanischen Friedhof in Jasper ablegten.
Der Lynchmord an Byrd wurde zum Anlass für die Einfügung einer neuen Passage im texanischen Gesetz gegen Hassverbrechen. In der Folge dieses Verbrechens sowie der Ermordung von Matthew Shepard wurde später ein neues Bundesgesetz gegen Hassverbrechen verabschiedet, der Matthew Shepard and James Byrd, Jr. Hate Crimes Prevention Act. Dieses Gesetz wurde am 22. Oktober 2009 verabschiedet und am 28. Oktober von US-Präsident Barack Obama unterzeichnet.
Berry, Brewer und King wurden wegen Mordes schuldig gesprochen. Brewer und King wurden zum Tode und Berry zu einer lebenslangen Freiheitsstrafe verurteilt. Brewer wurde am 21. September 2011 hingerichtet. King befand sich weiterhin im Todestrakt; er hatte Berufung gegen sein Todesurteil eingelegt. Am 24. April 2019 wurde er mit einer Giftspritze hingerichtet.

## Das Opfer
James Byrd junior wurde am 2. Mai 1949 in Beaumont, Texas, als eines von neun Kindern von Stella (* 1925; † 7. Oktober 2010) und James Byrd senior (* 1924; † 2020). geboren.

### Familie
Ross Byrd, der einzige Sohn von James Byrd junior, engagiert sich in der Organisation Murder Victims’ Families for Reconciliation („Familien von Mordopfern für Versöhnung“), welche sich gegen die Todesstrafe einsetzt. Er versuchte die Hinrichtung der Männer, die seinen Vater ermordeten, zu verhindern. Ebenso hatte er einen Kurzauftritt in der Dokumentation Deadline, in welcher es um die Todesstrafe in Illinois geht.

## Die Ermordung von Byrd
Am 7. Juni 1998 stieg der 49-jährige James Byrd jr., der auf der Huff Creek Road lief, in den Wagen von Shawn Berry (24), Lawrence Russell Brewer (31) und John King (23). Der Fahrer Berry kannte Byrd. Doch anstatt ihn nach Hause zu fahren, brachten sie Byrd zu einer abgelegenen Landstraße außerhalb der Stadt. Dort misshandelten sie ihn wiederholt mit Schlägen, urinierten auf ihn und fesselten ihn an den Knöcheln an ihren Pick-up. Danach schleiften sie ihn über drei Meilen über eine asphaltierte Straße. Brewer sagte später aus, dass Berry Byrd die Kehle durchgeschnitten habe, bevor sie ihn über die Straße schleiften. Das Ergebnis späterer forensischer Untersuchungen deutet jedoch stark darauf hin, dass Byrd versuchte, seinen Kopf hochzuhalten, als er über die Straße gezogen wurde. Der Autopsiebericht sagt aus, dass es wahrscheinlich sei, dass Byrd während der längsten Zeit des Schleifens am Leben gewesen war. Er sei erst gestorben, als sein rechter Arm und sein Kopf in Folge des Aufpralls gegen die Kante eines Durchlasses von seinem Rumpf abgetrennt worden sei. Byrds Schädel und sein Gehirn wurden intakt aufgefunden, was ebenfalls darauf hindeutet, dass er während des Schleifens bei Bewusstsein gewesen war.
Berry, Brewer und King legten die verstümmelte Leiche vor dem Friedhof der afroamerikanischen Kirche in Jasper ab. Danach veranstalteten die drei ein Barbecue. In dem Bereich, wo Byrd ermordet wurde, fand die Polizei einen Schraubenschlüssel, auf dem der Name „Berry“ stand. Sie fand ebenso ein Feuerzeug mit der Inschrift „Possum“, dem Spitznamen von King im Gefängnis. Am nächsten Morgen wurden Byrds Gliedmaßen weit verteilt auf der selten befahrenen Straße gefunden. Die Polizei fand an insgesamt 81 verschiedenen Stellen Überreste von Byrd. Da den Ermittlungsbehörden und dem Bezirksstaatsanwalt bekannt war, dass es sich bei Brewer und King um zwei bekannte White Supremacists handelt, wurde der Mordfall schnell als Hassverbrechen angesehen. Innerhalb von nicht einmal 24 Stunden nach dem Entdecken von Byrds Überresten wurde das Federal Bureau of Investigation verständigt.
King hatte zahlreiche rassistische Tätowierungen, darunter einen schwarzen Mann, der an einem Baum erhängt wurde, nazistische Symbole, die Wörter „Aryan Pride“ (Arischer Stolz) und das Logo einer Gruppe von Gefängnisinsassen namens Confederate Knights of America, die der Idee der White Supremacy anhängen. In einem von den Justizvollzugsbeamten abgefangenen Brief Kings an Brewer äußerte sich King stolz über ihre Tat und verkündete, dass ihm klar gewesen sei, dass er sterben müsse, als er die Tat begann. Er schrieb: „Regardless of the outcome of this, we have made history. Death before dishonor. Sieg Heil!“ Auf Deutsch: „Unabhängig davon, wie das hier ausgeht, haben wir Geschichte geschrieben. Lieber tot als ehrlos. Sieg Heil!“ Ein im Fall ermittelnder Polizist bezeugte weiterhin, dass Zeugen ausgesagt hätten, King habe aus The Turner Diaries zitiert, als er Byrd schlug.
Berry, Brewer und King wurden wegen Mordes angeklagt und verurteilt. Brewer und King zum Tode und Berry zu einer lebenslangen Freiheitsstrafe. Brewer wurde am 21. September 2011 hingerichtet, King am 24. April 2019.

## Die Täter

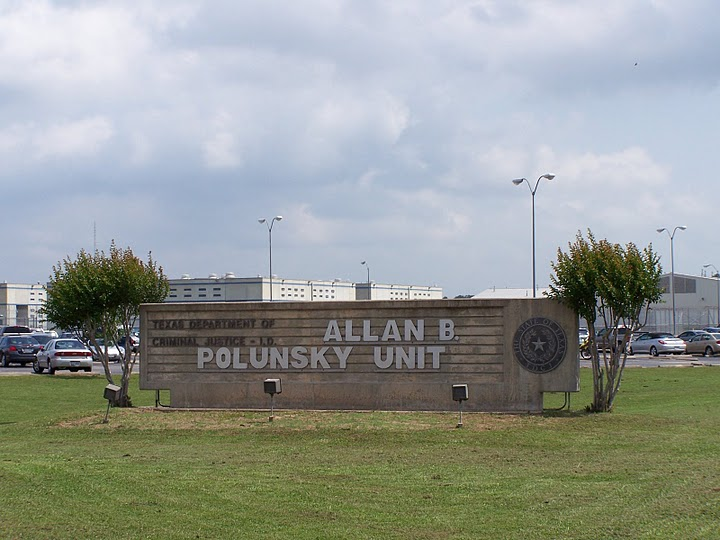
Brewer und King saßen bis zu ihrer Hinrichtung in der Allan B. Polunsky Unit.

### Shawn Allen Berry
Der Fahrer des Pick-ups, Shawn Berry, bereitete beim Prozess die meisten Probleme, da sich nicht ausreichend sicher beweisen ließ, dass er ein Rassist ist. Berry selbst sagte aus, dass einzig Brewer und King für den Mord verantwortlich seien. Brewer dagegen bezeugte, dass Berry Byrd die Kehle durchtrennt habe, bevor sie ihn an den Pick-up banden. Die Jury befand allerdings, dass es nur wenige Hinweise gebe, die diese These stützten. Aus diesem Grund entging Berry der Todesstrafe und wurde zu einer lebenslangen Freiheitsstrafe verurteilt. Berry, Häftling TDCJ#00894758, befindet sich aktuell in der Ramsey Unit in Rosharon. Seine Strafe kann frühestens am 7. Juni 2038 auf Bewährung ausgesetzt werden. Seit 2003 befindet sich Berry in Schutzhaft. Er verbringt 23 Stunden pro Tag in einer 2,4 × 1,8 m großen Zelle. Berry ist mittlerweile verheiratet. Die Trauung wurde als Trauung per Stellvertreter vollzogen. Mit seiner Frau war er bereits zum Zeitpunkt des Mordes an Byrd liiert. Aus der Ehe ist ein Kind hervorgegangen.

### Lawrence Russell Brewer
Brewer war ein White Supremacist, welcher vor dem Mord an Byrd bereits wegen Drogenbesitzes und Einbruchs im Gefängnis saß. Er wurde 1991 auf Bewährung entlassen. Aufgrund einer Verletzung seiner Bewährungsauflagen wurde er 1994 zurück ins Gefängnis gebracht. Laut seiner Aussage bei Gericht schloss er sich dort deswegen einer White-Supremacy-Gang an, um Schutz vor seinen Mithäftlingen im George-Beto-Unit-Gefängnis zu erhalten. King war Mitglied der gleichen Bande. Brewer und King wurden Freunde. Ein Psychiater bezeugte, dass Brewer keine Reue gezeigt habe. Er wurde schließlich schuldig gesprochen und zum Tode verurteilt. Brewer saß als Häftling TDCJ#999327 im Todestrakt der Allan B. Polunsky Unit. Er wurde am 21. September 2011 in der Huntsville Unit durch die Giftspritze hingerichtet.
Am Tag vor seiner Hinrichtung erzählte er dem Fernsehsender KHOU 11 News: „As far as any regrets, no, I have no regrets. No, I’d do it all over again, to tell you the truth.“ Auf Deutsch: „Was irgendwelche Reue angeht, nein, ich bereue nichts. Nein, ich würde es wieder genauso tun, ehrlich gesagt.“
Als Henkersmahlzeit verlangte Brewer zwei Hähnchen-Koteletts, einen großen Cheeseburger, ein Käse-Omelett, Okra, Barbecue-Fleisch, drei Fajitas, eine Pizza, Eiscreme, Erdnussbutter-Fudge, drei Root Beer sowie diverse Beilagen. Allerdings behauptete Brewer, als ihm das Essen gebracht wurde, dass er nicht hungrig sei, weswegen die zahlreichen Lebensmittel unangerührt entsorgt wurden. Aus diesem Grund verlangte John Whitmire, ein Mitglied des texanischen Senats, vom Direktor der staatlichen Gefängnisbehörde die Abschaffung der Praxis, da die Henkersmahlzeit ein Privileg für Mörder sei, das ihren Opfern nicht ermöglicht werde, Brewers Bestellung sei auch eine Verhöhnung der Tradition gewesen. Der Forderung wurde stattgegeben, seitdem erhalten Gefangene in Texas als letzte Mahlzeit das Tagesgericht der Abteilung.

### John William King
King wurde beschuldigt, Byrd mit einem Schläger verletzt und ihn anschließend hinter dem Pick-up über die Straße geschleift zu haben, bis er gestorben sei. King hatte zuvor angegeben, dass er im Gefängnis durch schwarze Mithäftlinge vergewaltigt worden sei. Obwohl bei King keinerlei rassistische Meinungen bekannt waren, schloss sich dieser im Gefängnis einer White-Supremacy-Gang an, vermutlich um Schutz vor seinen Mithäftlingen zu erhalten. Er wurde wegen seiner Beteiligung an der Entführung und Ermordung von Byrd schuldig gesprochen und zum Tode verurteilt.
King, dessen Häftlingsnummer TDCJ#999295 lautete, saß im Todestrakt in der Polunsky Unit. Er wurde am 24. April 2019 per Giftspritze in der Huntsville Unit hingerichtet.

## Reaktionen auf den Mord
Zahlreiche Aspekte bei dem Mord an Byrd erinnern an alte Lynchmord-Traditionen. Dazu zählt das Verstümmeln oder Enthaupten der Leiche, ebenso wie ein Gelage, wie beispielsweise ein Barbecue oder ein Picknick, während oder nach der Tat. Der Mord an Byrd wurde von Jesse Jackson und dem Martin Luther King Center als Ausdruck „bösartigsten“ Rassismus verurteilt. Sie forderten verstärkte Aufmerksamkeit für die „Prävalenz“ von Gefängnis-Gangs, welche die White Supremacy propagieren.
Byrds Familie gründete ihrerseits die James Byrd Foundation for Racial Healing (James-Byrd-Stiftung für rassische Heilung). Der Basketballspieler Dennis Rodman bezahlte die Beerdigungskosten und schenkte der Familie von Byrd 25.000 US-Dollar. Der Box-Promoter Don King übergab Byrds Kindern 100.000 US-Dollar, um deren Bildungsausgaben zu bezahlen.
1999 plante die belgische Filmregisseurin Chantal Akerman, inspiriert von William Faulkners literarischen Werken, einen Film über die Schönheit des amerikanischen Südens zu drehen. Als sie jedoch Jasper erreichte und von dem brutalen Mord erfuhr, änderte sie den Fokus des Films. Ihr Film Süden handelt von den Ereignissen rund um den Mord und die Geschichte der rassistischen Gewalt in den Vereinigten Staaten. 2003 wurde der Film Jasper, Texas produziert, welcher die Ermordung Byrds thematisiert. Im selben Jahr hatte eine Dokumentation mit dem Namen Two Towns of Jasper Premiere auf PBS.
Der Radio-DJ Doug Tracht (The Greaseman) äußerte im Februar 1999 abfällige Kommentare über James Byrd, nachdem er das Lied Doo Wop von Lauryn Hill gespielt hatte. Hierauf folgten Proteste von schwarzen wie weißen Zuhörern. Er verlor rasch seinen Job beim WARW-Radiosender in Washington, D.C., ebenso seine Position als ehrenamtlicher Deputy Sheriff in Falls Church in Virginia.
Im Mai 2004 wurden zwei weiße Teenager wegen des Verdachts, Byrds Grab mit rassistischen Schmierereien geschändet zu haben, verhaftet.

### Auswirkungen auf die US-Politik
Einige Interessengruppen, wie beispielsweise der NAACP National Voter Fund, welcher Wahlspenden sammelt, machten den Fall zu einem Wahlkampfthema während der Präsidentschaftskampagne von George W. Bush im Jahr 2000. Diese Gruppen warfen Bush versteckten Rassismus vor, seit er sich als Gouverneur von Texas gegen Gesetze gegen Hassverbrechen eingesetzt hatte. Ein weiterer Grund war, dass Bush entgegen seiner Zusage nicht auf Byrds Beerdigung erschienen war. Da zwei der drei Mörder zum Tode verurteilt wurden und der dritte eine lebenslange Freiheitsstrafe erhielt und alle wegen capital murder verurteilt wurden, des schwerwiegendsten Tötungsdeliktes in Texas, urteilte Bush, dass „wir keine härteren Gesetze benötigen“.
In der 77. Legislaturperiode wurde der James Byrd, Jr. Hate Crimes Act verabschiedet. Mit der Unterschrift von Gouverneur Rick Perry, welcher Bush im Jahr 2001 nach dessen Wahl zum US-Präsidenten im Amt des texanischen Gouverneurs nachfolgte, wurde dieser Act zum texanischen Staatsgesetz. 2009 wurde der Matthew Shepard and James Byrd, Jr. Hate Crimes Prevention Act verabschiedet, der das Bundesgesetz gegen Hasskriminalität von 1969 auf die Menschen ausdehnte, welche aufgrund ihres Geschlechts, ihrer sexuellen Orientierung, ihrer geschlechtlichen Identität oder aufgrund einer Behinderung Opfer von Hassverbrechen werden.

### Musikalische Rezeption
2010 veröffentlichte der Musiker Matthew Mayfield das Lied Still Alive zu Byrds Ehren. Dies ist das vierte Lied auf dem Album You’re Not Home. Im Lied positioniert sich Mayfield klar gegen Rassismus und setzt derartige Hasskriminalität mit Genoziden gleich. Tell Me Why von Will Smith featuring Mary J. Blige bezieht sich auf Byrds Ermordung. The Ballad of James Byrd ist ein weiterer Tribut an Byrd, geschrieben und aufgenommen von Ross Durand. Der Rapper E.S.G. bezieht sich in Realest Rhyming, von seinem Album Shinin’ N’ Grindin’ aus dem Jahr 1999, auf Byrd. Darunter findet sich die Aussage: „[…] let the Klu Klux know that I’mma blast ya/heard how ya done James Byrd down up in Jasper.“ Auf Deutsch: „Lass den Ku Klux Klan wissen, dass ich ihn wegblase, wie sie es mit James Byrd in Jasper getan haben.“
The New Hell ist ein Lied der Death-Metal-Band The Famine, welcher sich auf Byrd bezieht, ebenso das Lied Jasper von Confrontation Camp aus dem Album Objects in the Mirror Are Closer Than They Appear. Ein weiteres Lied ist der B-Side-Track 100 Miles der Rollins Band von dem Album Get Some Go Again. Der Text beschreibt aus der Ich-Perspektive heraus einen Vigilanten, der die Mörder von Byrd tötet. Guitar Drag vom Komponisten Christian Marclay ist eine Audio- und Videoproduktion über James Byrd. Das Lied I Heard ’Em Say von Ryan Bingham befasst sich mit der Ermordung von Byrd und dem rassistisch aufgeladenen Klima in Jasper nach der Tat.